# Пентатетраконтартутьундеканеодим
Пентатетраконтартутьундеканеодим — бинарное неорганическое соединение неодима и ртути с формулой Hg45Nd11, представляющее собой кристаллы.

## Получение
- Растворение стехиометрических количеств неодима в парах ртути:

{\displaystyle {\mathsf {11Nd+45Hg\ {\xrightarrow {265^{o}C}}\ Hg_{45}Nd_{11}}}}

## Физические свойства
Пентатетраконтартутьундеканеодим образует кристаллы
кубической сингонии,
пространственная группа F 43m,
параметры ячейки a = 2.1716 нм, Z = 8,
структура типа ундекасамарийпентатетраконтакабмия Cd45Sm11
.
Соединение образуется по перитектической реакции при температуре 265°C
.